# Loyola de Palacio
Ignacia de Loyola de Palacio y del Valle de Lersundi (Madrid, 16 de septiembre de 1950 - id., 13 de diciembre de 2006), conocida como Loyola de Palacio, fue una política española. Fue la primera mujer ministra de Agricultura, Pesca y Alimentación del Gobierno de España y la primera española en ser vicepresidenta de la Comisión Europea. Su hermana es la también exministra Ana Palacio.

## Biografía
Loyola de Palacio del Valle de Lersundi nació en Madrid en 1950. Su bisabuelo fue Silvestre de Palacio (casado con Isabel de Epalza y Palacio) ingeniero que colaboró con su hermano el ingeniero y arquitecto vasco-francés Alberto de Palacio en la creación y diseño del Puente Colgante de Portugalete (Patrimonio de la Humanidad).  
Loyola estudió sus primeros años en el Liceo Francés. Licenciada en Derecho por la Universidad Complutense de Madrid, era también doctora honoris causa en Economía Marítima y Transportes por la Universidad de Génova.
Dos días después de cumplir veintidós años, en septiembre de 1972, Luisa, su madre, moría de cáncer de pulmón, la misma enfermedad que años después acabaría con su vida. Loyola, la tercera de siete hermanos, se tendría que ocupar a partir de ese momento de sus hermanos.

## Trayectoria profesional
A los veintisiete años, fue nombrada la primera secretaria general (entonces no existía la figura del presidente) de Nuevas Generaciones, organización de la que fue fundadora, de Alianza Popular, cargo que ocupó entre 1977 y 1978.
Entre 1979 y 1982 ocupó la Secretaría General Técnica de la Federación de Asociaciones de la Prensa. Al año siguiente, entró en la política activa ocupando la Secretaría General Técnica del Grupo Parlamentario Popular del Congreso y del Senado desde 1983 hasta 1986.
De 1986 a 1989 fue senadora por Segovia y portavoz adjunto del Grupo Popular en el Senado.
Fue portavoz adjunta a Rodrigo Rato del PP en el Congreso desde 1990 hasta 1996, año en que tras la victoria popular fue nombrada ministra.

### Ministra
En las elecciones celebradas en 1989 obtuvo el acta de Diputada por Segovia y ocupó el cargo de portavoz adjunto del Grupo Popular en el Congreso, cargo este último que abandonó en 1996 cuando José María Aznar la nombró Ministra de Agricultura, Pesca y Alimentación en el primer gobierno del Partido Popular tras ganar las elecciones generales celebradas ese año.
Durante su gestión como ministra apareció el llamado fraude del lino cuya instrucción estuvo a cargo del juez Baltasar Garzón durante cinco años. Se plantea un delito de falsedad documental concertada para repartirse subvenciones europeas para el cultivo del lino, cuya superficie cultivada se incrementó considerablemente. Durante 2006 los tribunales dictaminaron que Loyola de Palacio era inocente en dicho proceso. La Audiencia Nacional absolvió a todos los acusados y el Tribunal Supremo confirmó la sentencia absolutoria el 23 de abril de 2007. El escándalo saltó a la palestra en 1999, año en que encabezaba la lista popular al Parlamento Europeo.

### Comisaria
En 1999 abandonó el Ministerio de Agricultura para ser cabeza de cartel del PP a las elecciones al Parlamento Europeo. Tras su victoria en esas elecciones, fue designada jefa de la Delegación española del PP en el Parlamento Europeo, hasta que fue nombrada vicepresidenta de la Comisión Europea responsable de las Relaciones con el Parlamento Europeo y comisaria de Transportes y Energía, cargo que desempeñó hasta 2004.
Fue la impulsora de los transportes en la UE y del proyecto Galileo, entre otros. Además, fue la primera política en tener una bitácora en Europa.

### Retorno a la política nacional
Tras abandonar el cargo en la Comisión Europea, ocupó la presidencia del Consejo de Política Exterior del Partido Popular, además de ser miembro del grupo de alto nivel de la Unión Europea y presidenta del think tank del Partido Popular Europeo.
Su nombre sonó para ser sucesora de José María Aznar al frente del Partido Popular. También fue citada como posible candidata a lehendakari del Gobierno Vasco por el Partido Popular ya que, pese a haber nacido en Madrid, su familia era oriunda del País Vasco e, incluso, hablaba euskera.
En el 12.º Congreso Nacional de Nuevas Generaciones, celebrado en Toledo a finales del mes de septiembre de 2006, Loyola de Palacio fue nombrada Secretaria General Fundadora de Honor de la organización juvenil del Partido Popular al haber sido la presidenta fundadora de NNGG.
En 2006 presidía el Consejo de Política Exterior del Partido Popular.

## Fallecimiento
A finales de agosto de 2006 se le detectó un cáncer de pulmón y se trasladó a un hospital de Houston, donde comenzó a recibir tratamiento. Falleció el 13 de diciembre de 2006 en el Hospital 12 de Octubre de Madrid. Fue enterrada en la localidad guipuzcoana de Deva en el panteón familiar.

## Condecoraciones
Entre las condecoraciones recibidas a lo largo de su vida destacan la Gran cruz de la Orden de Isabel la Católica, la Gran cruz de la Orden de Carlos III y la Gran Insignia de Honor en Oro con cordón al Mérito por la República de Austria. También fue nombrada oficial de la Legión de Honor. En 2013 y a título póstumo, la organización profesional agraria ASAJA le concedió su "Insignia de Oro", máxima distinción que otorga esta organización.